# 項鱗大頜新鮋
項鱗大頜新鮋，為輻鰭魚綱鮋形目鮋亞目新平鮋科的其中一種，為熱帶海水魚，分布於東印度洋澳洲海域，為特有種，棲息在沿岸岩礁區底層水域，生活習性不明。